# L'assassino di Rillington Place n. 10
L'assassino di Rillington Place n. 10 (10 Rillington Place) è un film del 1971 diretto da Richard Fleischer.
La pellicola narra il caso del serial killer britannico John Christie, che commise molti dei suoi crimini tra le mura della propria casa di Londra.
John Hurt ricevette una nomination ai BAFTA Award nella categoria Miglior attore non protagonista.

## Trama
Nel 1949, Timothy e Beryl Evans affittano un appartamento di due stanze al numero 10 di Rillington Place a Londra, e vi si trasferiscono insieme alla figlioletta Geraldine. L'inquilino del piano terra, John Christie, li convince di poterli aiutare ad interrompere la gravidanza indesiderata di Beryl, grazie alla sua esperienza come studente mancato di medicina; ma invece strangola e poi violenta la giovane donna. Christie racconta a Evans che la ragazza è morta a causa di complicazioni durante l'intervento, e gli consiglia di lasciare la città affinché la gente non faccia troppe domande sull'accaduto, essendo l'aborto illegale all'epoca in Inghilterra. Confidando in lui, l'analfabeta Evans affida a Christie la piccola figlia, che poco dopo egli uccide strangolandola con una cravatta. Evans viene incolpato di entrambi i delitti e giustiziato nel 1950. Christie continua ad uccidere indisturbato, eliminando la moglie - colpevole di avere troppi sospetti nei suoi confronti - e poi ancora altre tre donne prima che i suoi crimini vengano infine scoperti. Una scritta in sovrimpressione ci informa che l'uomo venne impiccato nel luglio 1953.

## Produzione
Il film è un adattamento del romanzo Ten Rillington Place di Ludovic Kennedy, basato su fatti di cronaca nera realmente accaduti negli anni quaranta e cinquanta. Gran parte del copione venne scritto durante gli anni sessanta.
Nel 1954, anno dell'esecuzione di Christie, Rillington Place a Notting Hill, West London, fu rinominata Ruston Close, ma il numero 10 continuò ad essere abitato. Le tre famiglie che vivevano nella casa nel 1970 rifiutarono di trasferirsi per permettere le riprese del film, quindi le scene furono girate al civico numero 7 che era disabitato. La casa e la strada furono demolite in seguito, e l'area ha mutato completamente aspetto dall'epoca di ambientazione del film. Le scene nel pub furono girate al Victoria Hotel di Burdett Road, East London. Anche il pub non esiste più, essendo stato demolito nel 1972–73.
Richard Attenborough, che interpreta Christie nel film, parlò della sua riluttanza iniziale nell'accettare la parte: «Non mi piaceva assolutamente quel ruolo, ma accettai dopo aver letto il copione». Il film venne prodotto da Leslie Linder e Martin Ransohoff. Il boia Albert Pierrepoint, che si occupò realmente dell'impiccagione di Evans e Christie, fornì supporto tecnico non accreditato per la scena dell'esecuzione di Evans.